# Vadstena GK
Vadstena GK är en golfklubb i Östergötland som ligger omkring 2 kilometer sydost om Vadstena. Klubben bildades 1957.
Banan ligger på Östgötaslätten och är omväxlande av park-, ängs- och skogskaraktär. Greenerna är svagt ondulerade och omges ofta av bunkrar. Det finns ett fåtal vattenhinder på banan. Den är till största delen platt men de hål som går på ängar är ofta kuperade. Flera hål omges av out of bounds.
Klubbhusområdet ligger mitt i golfbanan. Hål 1 och 10 har utslagsplatserna intill klubbhuset och greenerna på hål 9 och 18 ligger invid klubbhuset.